# غلوريا ميستري
غلوريا ميستري (بالإسبانية: Gloria Mestre)‏ هي مصممة رقص وراقصة باليه وممثلة مكسيكية، ولدت في 28 يوليو 1928 في فيلاهيرموسا في المكسيك، وتوفيت في 9 ديسمبر 2012 بسبب نوبة قلبية.

## أعمال

### أفلام
- اوه يا عزيزي! انظر إلى مافعلت!

## وصلات خارجية
- غلوريا ميستري على موقع IMDb (الإنجليزية)
- غلوريا ميستري على موقع أول موفي (الإنجليزية)
- غلوريا ميستري على موقع قاعدة بيانات الفيلم (الإنجليزية)
- غلوريا ميستري على موقع كينوبويسك (الروسية)